# Henry Céard
Henry Céard (* 18. November 1851 in Paris; † 16. August 1924 ebenda) war ein französischer Schriftsteller.

## Leben und Werk
Henri Céard gehörte zusammen mit Guy de Maupassant, Joris-Karl Huysmans, Léon Hennique und Paul Alexis zur Schriftstellergruppe um Émile Zola, bis die Dreyfusaffäre ihn zu Zola in Gegensatz brachte. Ab 1918 war er Mitglied der Académie Goncourt (Sitz 2). Als Autor von Theaterstücken hatte er wenig Erfolg. Dagegen fand seine erzählende Prosa in neuester Zeit zunehmend Anerkennung. Als sein Meisterwerk gilt der Roman Une belle journée (Ein schöner Tag), in dem er mit einem für die Zeit typischen Pessimismus den vergeblichen Versuch einer außerehelichen Beziehung erzählt. Man hat von einem „Buch über nichts“ (livre sur rien) sprechen können und darin ein Pastiche von Flaubert gesehen. Das gilt in gleicher Weise von dem Roman Terrains à vendre au bord de la mer.

## Werke (Auswahl)

### Romane
- La saignée. In: Les soirées de Médan. G. Charpentier, Paris 1880.  Grasset, Paris 1991.
  - La saignée. Chardon bleu, Lyon 1997.
- Une belle journée. 1881. Slatkine, Genf 1970. (Vorwort von C. A. Burns). Hrsg. René-Pierre Colin. Lérot, Tusson 1995. Hrsg. Thierry Poyet. Gallimard, Paris 2021. (Livre de poche classique)
  - (deutsch) Ein schöner Tag. Sisyphos, Köln 2004.
- Terrains à vendre au bord de la mer. E. Fasquelle, Paris 1906, 1918. Mémoire du livre, Paris 2000 (Vorwort von Georges Londeix. Nachwort von Colette Becker)

### Weitere Werke
- Le « Huysmans intime » de Henry Céard et Jean de Caldain. Hrsg. Pierre Cogny. Nizet, Paris 1957. (Vorwort von René Dumesnil)
- Visages du naturalisme. Cinq textes inédits en librairie. Hrsg. Colin Burns. London, Kanada, 1989.